# Aborto en Albania
El aborto en Albania fue legalizado completamente el 7 de diciembre de 1995. El aborto puede realizarse por solicitud de la madre hasta la duodécima semana del embarazo. Las mujeres deben someterse al asesoramiento psicológico durante una semana antes del procedimiento, y los hospitales que realizan abortos no pueden divulgar al público a qué mujeres han tratado.
Durante el gobierno de Enver Hoxha, Albania tuvo una política natalista; como resultado, las mujeres recurrían a procedimientos ilegales o se provocaban los abortos ellas mismas. Eventualmente, el país tuvo la segunda tasa de mortalidad materna más alta en toda Europa, y se estimó que un 50% de embarazos resultó en aborto. Las mujeres declaradas culpables de aborto eran avergonzadas socialmente por el Partido Comunista o enviadas a trabajar en un programa de reeducación.
En 1989 se legalizó el aborto para el caso de violación e incesto, o si la madre tenía menos de 16 años. En 1991 se introdujo el aborto por solicitud, lo que permitió a las mujeres interrumpir su embarazo por una variedad de razones, si una junta de médicos estaba de acuerdo. La ley de 1995 anula todas las leyes anteriores.